# 拉莫特鎮區 (密歇根州薩尼拉克縣)
拉莫特鎮區（英語：Lamotte Township）是位於美國密歇根州薩尼拉克縣的一個行政鎮區。

## 地方資料
拉莫特鎮區的面積為91.90平方千米，當中陸地面積為91.90平方千米，而水域面積為0.00平方千米。根據2020年美國人口普查的數據，當地共有人口764人，而人口密度為每平方千米8.31人。